# Hérnia inguinal
As hérnias inguinais são hérnias que ocorrem na região da virilha e correspondem a 75% de todas as hérnias abdominais. Ocorrem quando há protrusão de conteúdo da cavidade abdominal, normalmente parte do intestino, pelo canal inguinal. Este tipo de hérnia é 25 vezes mais comum em homens do que em mulheres. São divididas em diretas e indiretas (mais comuns). O tratamento das hérnias inguinais é cirúrgico.

## Tipos
Existem dois tipos de hérnia inguinal, a direta e a indireta. A diferenciação do tipo de hérnia inguinal, direta ou indireta, não tem importância no momento da consulta porque o tratamento é semelhante para os dois tipos.

Ultrassonografia de hérnia inguinal. Observa-se o intestino se movendo no canal inguinal conforme a respiração

### Hérnia inguinal direta
As hérnias inguinais diretas são as decorrentes da fraqueza da parede do canal inguinal, e são mais comuns em pessoas mais velhas e que se submetem a um grande esforço abdominal (prática de esporte, tosse crônica, obstipação, obesidade).

### Hérnia inguinal indireta
As hérnias inguinais indiretas ocorrem devido a uma falha congênita da região inguinal, e por isso são mais comuns em crianças e jovens adultos.

## Sinais e sintomas
O paciente com hérnia inguinal se queixa de abaulamento nesta região, com dor discreta associada, que piora com o esforço abdominal (tosse, evacuação, exercício, levantar objetos pesados). Ao exame, o médico percebe o abaulamento da região inguinal, que fica mais evidente quando o paciente aumenta a pressão abdominal por solicitação do médico.

## Diagnóstico diferencial
- Abscessos da região
- Cisto do cordão espermático
- Criptorquidia
- Hematomas pós-traumáticos
- Hidrocele
- Linfadenopatia regional
- Lipomas
- Orquiepididimite aguda
- Tumores locais
- Tumores testiculares
- Varicocele

## Tratamento
O tratamento das hérnias inguinais é cirúrgico. Há alguns anos a cirurgia consistia em recolocar o conteúdo herniário para dentro da cavidade abdominal, e a seguir corrigir o defeito do canal inguinal com pontos (sutura). O grande problema deste tipo de técnica é que se usa um tecido ruim e doente para o fechamento do defeito. Além disso, estes tecidos eram aproximados sob uma grande tensão, o que causava mais dor no pós-operatório. A associação de pontos em tecido doente e, ainda, sob tensão, era responsável pelos altos índices de recidiva das hérnias inguinais.
Devido a isto, atualmente a técnica utilizada é a colocação de tela sintética. Esta técnica corrige o defeito do canal inguinal sem tensão, já que o cirurgião adapta o tamanho da tela para cada caso, além de usar um tecido seguro e íntegro (tela) para a correção do defeito. A técnica com tela é a que apresenta os menores índices de recidiva de hérnia inguinal (menos de 3% dos casos). Outras vantagens deste método são a menor dor no período pós-operatório, a menor necessidade de repouso e o retorno mais rápido às atividades habituais do paciente. A aplicação da tela pode ser realizada tanto pelo método convencional (incisão na região inguinal) quanto por cirurgia vídeo-laparoscópica (através da colocação de pinças na cavidade abdominal).